# Místní dráha Vídeň–Bratislava

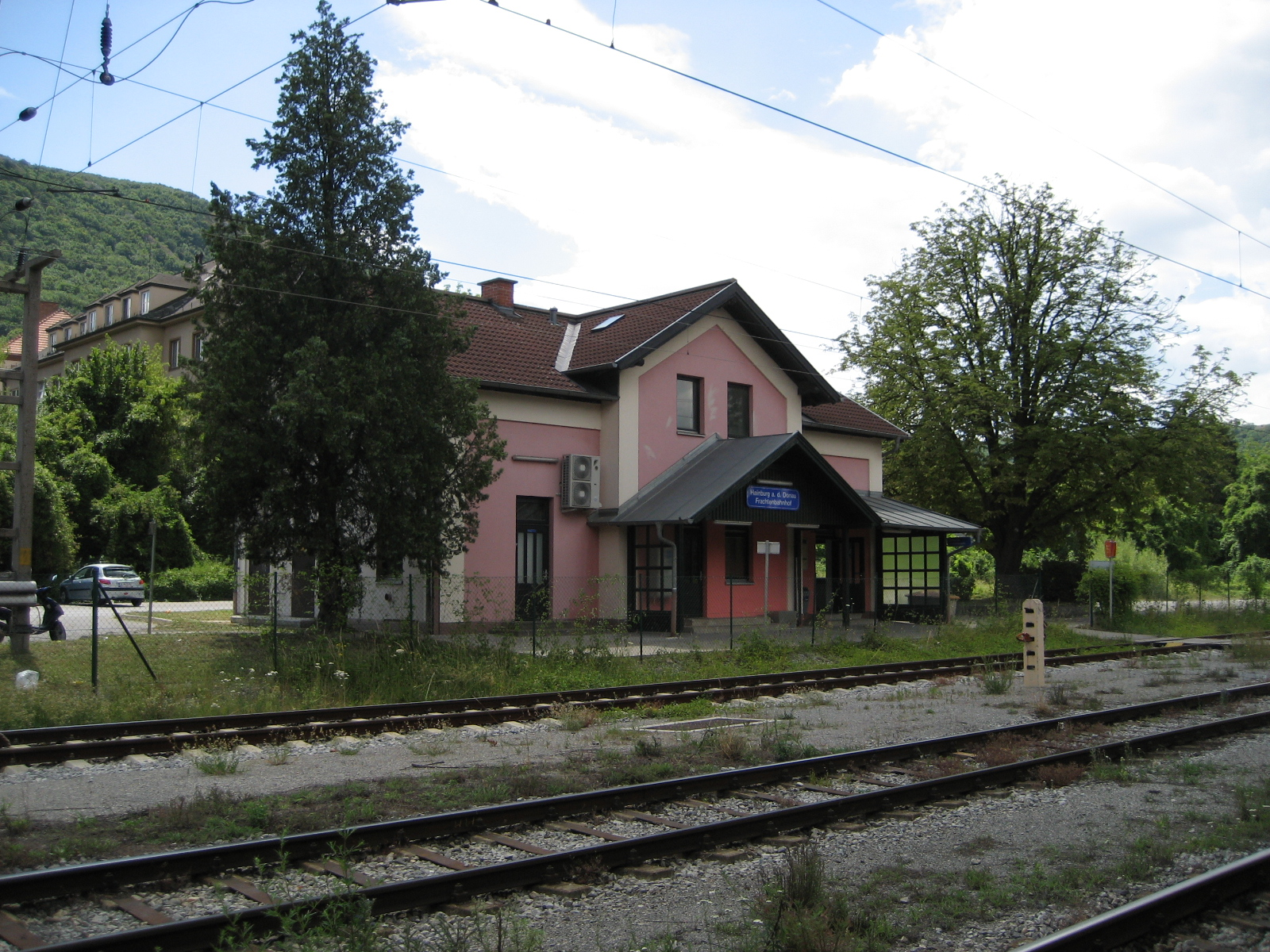
Nádraží Hainburg-Frachtenbahnhof

Místní dráha Vídeň–Bratislava (německy Pressburger Bahn nebo Lokalbahn Wien – Pressburg (LWP)) byla elektrifikovaná trať na pomezí tramvajové a železniční dopravy (lze ji přirovnat k příměstským drahám v západní Evropě), která spojovala dvě velká města na Dunaji, Bratislavu a Vídeň. Dráha byla v provozu v první polovině 20. století. Po druhé světové válce byl zprovozněn pouze úsek na rakouském území z Vídně do Wolfsthalu, který byl koncipován již jako železnice. V současnosti jezdí po této trati linka S7 vídeňského S-Bahnu.

## Historie

### 1904 – 1920: Výstavba a provoz v dobách rakousko-uherské monarchie

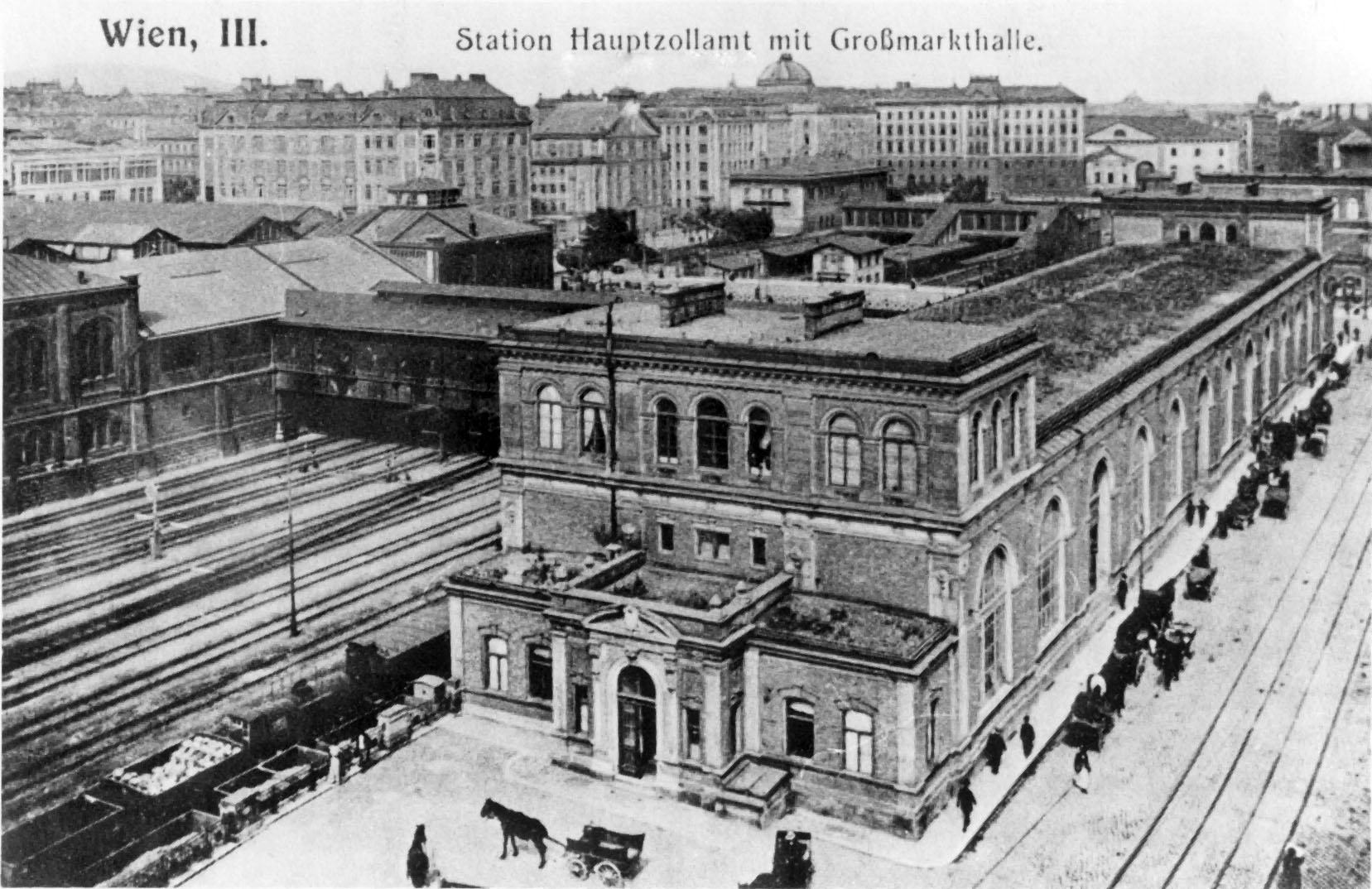
Nádraží Wien-Hauptzollamt (dnes Wien-Mitte) v roce 1905 - od roku 1914 se zde nacházela stanice Wien-Großmarkthalle dráhy do Bratislavy

Po bouřlivém hospodářském rozvoji v okolí Vídně na začátku 20. století vznikla v okolí rakouského hlavního města velká poptávka po dopravě, která byla vyřešena stavbou mnoha železničních příměstských tratí. Pouze přepravní nabídka z míst východně od Schwechatu zůstala zcela nedostatečná. Protože z vojenského hlediska zde nebyl žádný důvod trať vybudovat, vznikla 12. listopadu 1904 společnost AG Elektrische Lokalbahn Wien – Landesgrenze nächst Hainburg (česky akciová společnost Místní dráha Vídeň – státní hranice poblíž Hainburgu; hlavními akcionáři byl stát a země dolnorakouská) se sídlem ve Vídni. Z politických důvodů nebyla na dráze Vídeň – Bratislava možná doprava pouze výše zmíněnou společností (posledních 7 km se totiž nacházelo na území Uherska), proto došlo 23. prosince 1909 k založení uherské společnosti Pozsony Országhatárszéli Helyiérdekű Villamos Vasút (POHÉV; česky Společnost elektrické místní železnice Bratislava – státní hranice). Aby byla doprava na trati jednotná, byla mezi oběma společnostmi uzavřena smlouva o provozu s tím, že dopravu bude řídit rakouská společnost. Stavební práce pak byly zahájeny 3. června 1911.
Po zkušebních jízdách, provedených 12. a 13. prosince 1913 mezi stanicemi Groß Schwechat a Fischamend-Reichsstraße, mohl být 1. února 1914 slavnostně otevřen meziměstský úsek Groß Schwechat – Kopčany. Pravidelný provoz byl pak zahájen 5. února téhož roku. Koncové městské úseky byly zprovozněny 13. dubna (Wien-Großmarkthalle – Groß Schwechat) a 15. listopadu téhož roku (Kopčany – Bratislava).
Provoz na městských úsecích (v okolí Vídně a Bratislavy) byl řízen dle provozních předpisů pro tramvaje, provoz na meziměstské trati dle předpisů železničních. Na městském úseku ve Vídni byly kvůli bezpečnosti protijedoucích vlaků zřízeny elektrické světelné signály.
Technicky se jednalo o normálněrozchodnou (1435 mm) elektrifikovanou dráhu, která byla z hlediska napájení i provozu rozdělena do tří úseků.
1. Wien-Großmarkthalle – Groß Schwechat (délka 12,5 km, napájení 600 V stejnosměrných) – jednalo se o trať městského typu, téměř o tramvajovou dráhu. Jezdily na ní vozy prakticky shodné s tehdejšími tramvajemi, měly pouze širší vozovou skříň (v provozu ale byly i lokomotivy). Trať vycházela od dnešní železniční stanice Wien-Mitte, vedla k Dunajskému kanálu, přes Simmering k hranicím města (odtud dál je trať dosud využívaná). Dále trať vede do Groß Schwechatu, kde původní městský úsek končil. Vídeňský úsek dráhy do Bratislavy několikrát křížil koleje vídeňských tramvají, nicméně žádná kolejová spojka mezi oběma systémy neexistovala. Dráha byla po celou délku (až na krátký úsek u mostu Radetzkého) jednokolejná.
2. Groß Schwechat – Kopčany (délka 50 km, napájení 15 kV 16 2/3 Hz) – tento dlouhý meziměstský úsek lze naopak přiřadit k železnici. V provozu zde byly klasické elektrické lokomotivy s přívěsnými vozy, takže cestující z městských úseků museli přestoupit do nového vlaku. Téměř celá trať (až do stanice Wolfsthal) je dosud v provozu. Meziměstský úsek začínal na nádraží Groß Schwechat, trať dále vede neustále východním směrem po pravém břehu Dunaje přes města a obce Fischamend, Maria Ellend an der Donau, Haslau an der Donau (do roku 1923 Kroatisch Haslau), Regelsbrunn, Petronell-Carnuntum, Bad Deutsch-Altenburg (tehdy Deutsch-Altenburg), Hainburg an der Donau do Wolfsthalu (v úseku Petronell-Carnuntum – Hainburg an der Donau byla využita část již dříve postavené tratě Bruck an der Leitha – Petronell-Carnuntum – Hainburg an der Donau). Poté již byla pouze zastávka na zemských hranicích Berg-Landesgrenze a trať se ocitla na uherském území. Zde pokračovala do stanice Kopčany (maďarsky Köpcsény), kde museli cestující přestoupit do nového vlaku do Bratislavy. Kopčanská stanice se nacházela jihozápadně od dnešního nádraží Petržalka (přibližně v pravém úhlu k nynějším nástupištím).
3. Kopčany – Bratislava-Korunovačné námestie (délka 6,5 km, napájení 550 V stejnosměrných) – tento úsek byl (stejně jako ten vídeňský) téměř tramvajového charakteru. Jezdily zde shodné vozy (ale i lokomotivy), jako na koncové trati ve Vídni. Celá trať je již nyní zrušená. Úsek začínal na nádraží v Kopčanech, pokračoval přes dnešní petržalské nádraží (zde se nacházela zastávka), Sad Janka Kráľa (tehdy Aupark) a Starý most (tehdy Most Františka Jozefa) do centra Bratislavy. Na druhé straně Dunaje zabočila trať na dnešní Vajanského nábrežie až se dostala na Korunovačné námestie (dnes námestie Ľudovíta Štúra). Zde měla vzniknout konečná stanice. Plány ale byly změněny a byla tak vybudována velká bloková smyčka přes dnešní ulice Mostovou, Hviezdoslavovo námestie, Jesenského a Štúrovu zpět na Starý most. V Bratislavě byly na některých úsecích využity koleje bratislavské tramvajové sítě, musely však být doplněny o třetí kolejnici, takže vznikla splítka 1435 mm / 1000 mm.

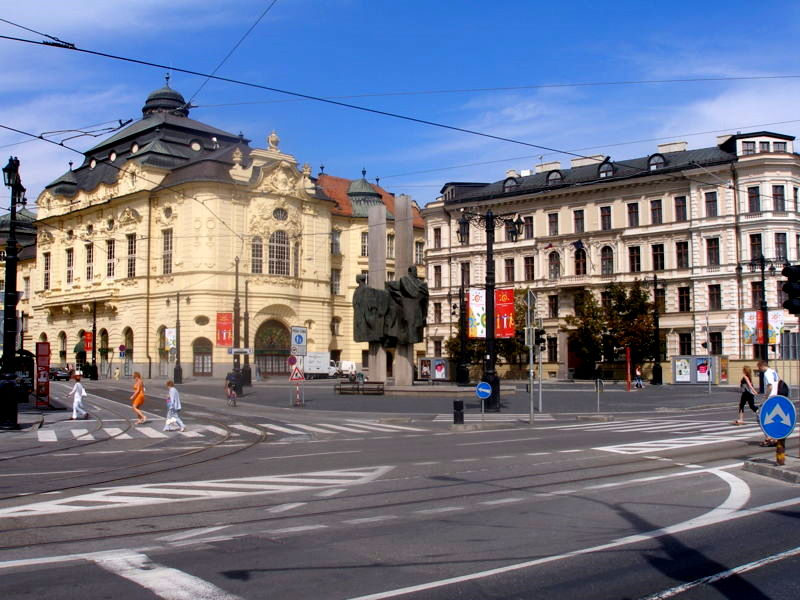
Námestie Ľudovíta Štúra, odtud odjížděly vlaky z Bratislavy do Vídně

S nepokoji na konci první světové války se objevily první změny v provozu dráhy Vídeň – Bratislava. Poté, co českoslovenští vojáci obsadili 31. prosince 1918 bratislavský Starý most, mohly vlaky z rakouské metropole jezdit pouze do stanice Kopčany. Celý provoz ale byl silně utlumen a probíhal nepravidelně. Vzhledem ke stavu podobnému občanské válce na bývalém území Uherska byla od 27. dubna do 2. října 1919 doprava udržována pouze na rakouské části tratě ke státním hranicím poblíž Bergu. Ale také na Rakousko dopadly výsledky první světové války, takže doprava na trati byla často přerušována. Poté, co se situace v Československu stabilizovala, začaly 2. října 1919 znovu jezdit vlaky mezi Bratislavou a stanicí Kopčany. Od 21. května 1920 byla znovu zprovozněna doprava v úseku Berg – Kopčany. V Kopčanech museli cestující z Rakouska projít pasovou a celní kontrolou a poté přestoupit do vozů POHÉV, aby se dostali do Bratislavy.

### 1920–1938: Mezistátní provoz
Od začátku provozu do léta 1920 se postupovalo tak, že vlaky jely z Vídně (respektive Schwechatu) až do zastávky Berg-Landesgrenze. Tam byly lokomotivy přepřáhnuty na konec vlaku a vozy byly až do stanice Kopčany tlačeny. Tam si vozy, které měly pokračovat do Bratislavy (většinou dva kusy), převzaly lokomotivy POHÉV. Na podzim 1920 došlo ke změně napájení úseku Kopčany – státní hranice u Bergu z 15 kV 16 2/3 Hz na 550 V ss, tím bylo napájení celé slovenské části tratě sjednocené. 1. listopadu 1920 byla tato přestavěná trať zprovozněna.
Po této přestavbě probíhal provoz tak, že vlak přijíždějící z Vídně zastavil ve stanici (původní zastávka byla rozšířena v nádraží) Berg-Landesgrenze, lokomotiva byla přesunuta na konec vlaku a poté sunula vozy až na státní hranici (zde se nacházel krátký úsek bez vrchního vedení), kde si vozy převzala již připravená lokomotiva POHÉV. Při cestě zpět byla lokomotiva POHÉV přepřáhnuta na konec vlaku již na nádraží Kopčany a vozy sunula až do stanice Berg-Landesgrenze, kde si je převzala rakouská lokomotiva.
1. května 1921 převzal bratislavský dopravní podnik Bratislavská mestská elektrická železnica (BMEŽ), jenž se zanedlouho nato přejmenoval na Bratislavskú elektrickú účastinársku spoločnosť (BEÚS), správu společnosti Elektrická lokálna železnica Bratislava – Zemská hranica (BKH, maďarsky POHÉV), trať z Bratislavy k hranici u Bergu ale byla pořád provozována jako samostatný podnik. K úplnému převzetí došlo 1. ledna 1935, kdy BEÚS odkoupil většinu akcií BKH.
Pro BEÚS, který provozoval v hlavním slovenském městě tramvajovou dopravu o rozchodu 1000 mm, ale byla normálněrozchodná trať do Vídně přítěží. Proto po převzetí BKH zahájil 5. října 1935 přestavbu úseku na úzký rozchod, přičemž byla zavedena náhradní autobusová doprava. Doprava na trati státní hranice – Bratislava byla obnovena 15. května 1936, jednalo se již čistě o tramvajovou linku. Cestující z Vídně tak museli vystoupit na nádraží Berg-Landesgrenze a odtud jít pěšky přes hranice (cca 200 m) do stanice BEÚS, kde mohli nastoupit na tramvaj do Bratislavy.

### 1938–1945: Druhá světová válka
Po připojení Petržalky k Třetí říší na podzim 1938 byl zastaven provoz na tramvajové trati z Bratislavy, který byl nahrazen autobusy jezdícími z bergské železniční stanice na nádraží v Petržalce.
Kvůli zbrojovkám, které nyní na Petržalce v důsledku německých příprav na válku zaznamenaly enormní přírůstek pracovních sil, značně vzrostla poptávka po okolní dopravě. Proto se na konci roku 1939 začalo plánovat prodloužení tratě z Bergu na Petržalku. V roce 1940 byly tyto plány uskutečněny a proto 10. ledna 1941 byl zprovozněn normálněrozchodný úsek mezi Bergem (nádražím a bývalou státní hranicí) a stanicí Engerau (německé jméno pro Petržalku). Původní koncová trať, která pokračovala z Petržalky do centra Bratislavy, ale obnovena nebyla a ani v budoucích plánech se s ní nepočítalo. Od 1. listopadu 1943 byly díky vysoké přepravní poptávce zavedeny jízdy z vídeňského nádraží Aspangbahnhof přes Simmering a vídeňský ústřední hřbitov do Schwechatu (v části trasy dnešní linky S-Bahnu S7). Kvůli leteckým náletům, jejichž cíle ležely v okolí dráhy (především mezi Vídní a nádražím Groß Schwechat) musela být doprava od roku 1944 často zastavována. Vzhledem k bojovým akcím v okolí dráhy na jaře 1945 byla zabavena všechna vozidla a doprava tak byla 3. dubna 1945 zcela zastavena.

### Od 1945: Železniční trať Vídeň – Wolfsthal

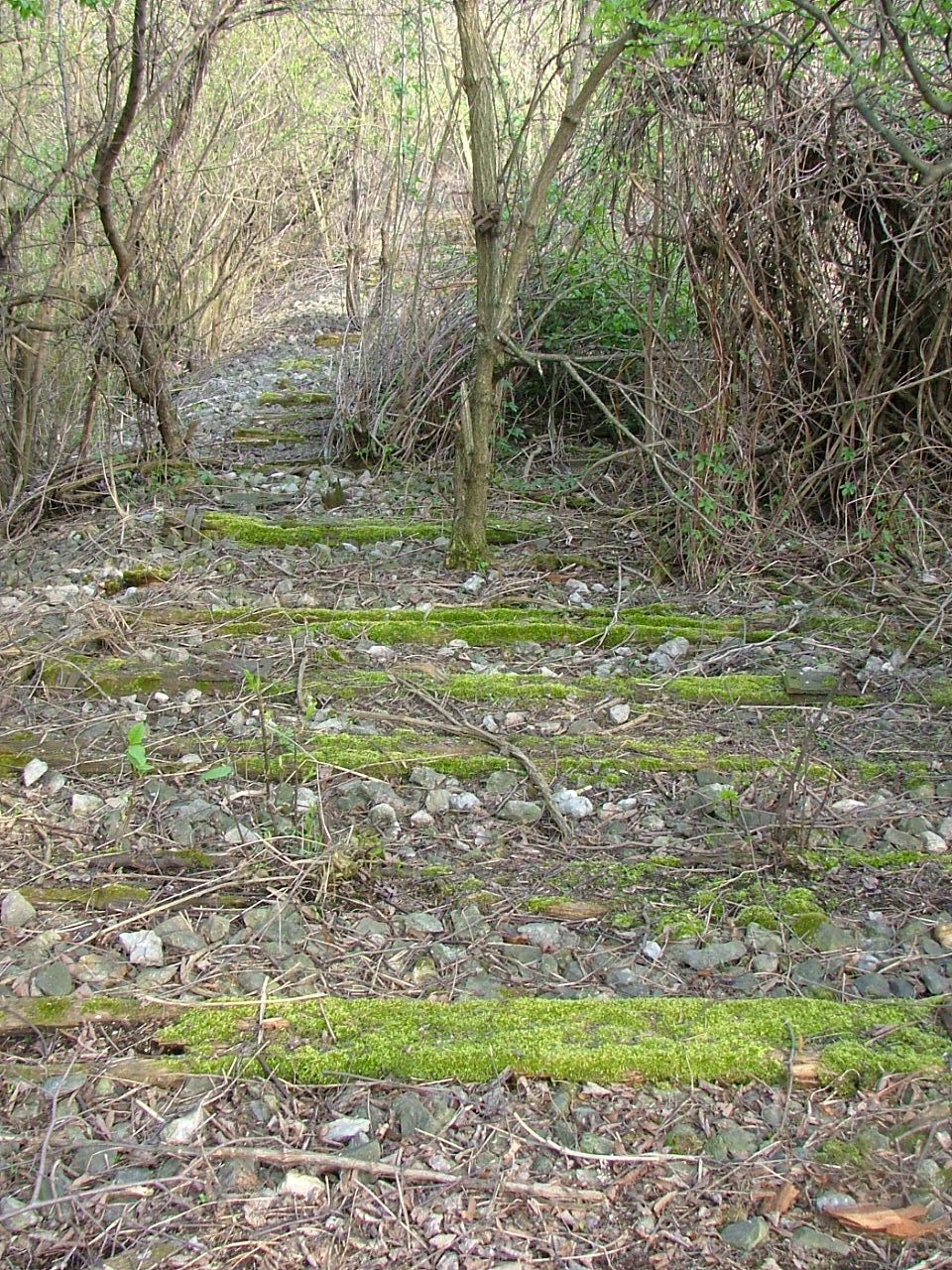
Zbytky železničního náspu v blízkosti hraničního přechodu Petržalka/Berg

Po ukončení války byl nejprve obnoven provoz na několika kratších úsecích parní trakcí (26. července 1945), od března 1946 již jezdily elektrické vlaky z Vídně do Schwechatu. Poté, co byl opraven poslední zničený most v Hainburgu, mohla být zprovozněna celá trať až do Wolfsthalu, kvůli malému zájmu ale nebyl obnoven poslední úsek před hranicí z Wolfsthalu do stanice Berg-Landesgrenze. Nicméně po tomto úseku jezdily nějaký čas od konce války nákladní vlaky vedené parními lokomotivami, které převážely demontované díly z bývalých zbrojovek v prostoru Berg – Petržalka do Sovětského svazu. Následně byla kolej na státní hranicí přerušena a z rakouské strany postupně do roku 1959 demontována, zatímco na slovenské straně existovala ještě v 80. letech 20. století.
Vídeňský městský úsek, který byl kvůli bombardování a jiným válečným událostem v okolí Dunajského kanálu (německy Donaukanal) poškozen, nebyl již po ukončení války obnoven. Koleje byly z větší části do roku 1948 rozebrány a byly použity k opravě meziměstského úseku.
Dnes[kdy?] jezdí po upravené části místní dráhy Vídeň – Bratislava linka vídeňského S-Bahnu S7 mezi Schwechatem (kde se nachází vídeňské letiště) a Wolfsthalem, kde je konečná stanice. O prodloužení přes Kittsee do Bratislavy se od 90. let 20. století diskutuje, existuje i alternativa obnovy původní trasy s nadzemním nebo podzemním překonáním dálnice, která je značnou komplikací spojení Bratislavy a Wolfsthalu. K realizaci žádného z těchto plánů doposud nedošlo.

## Vozidlový park

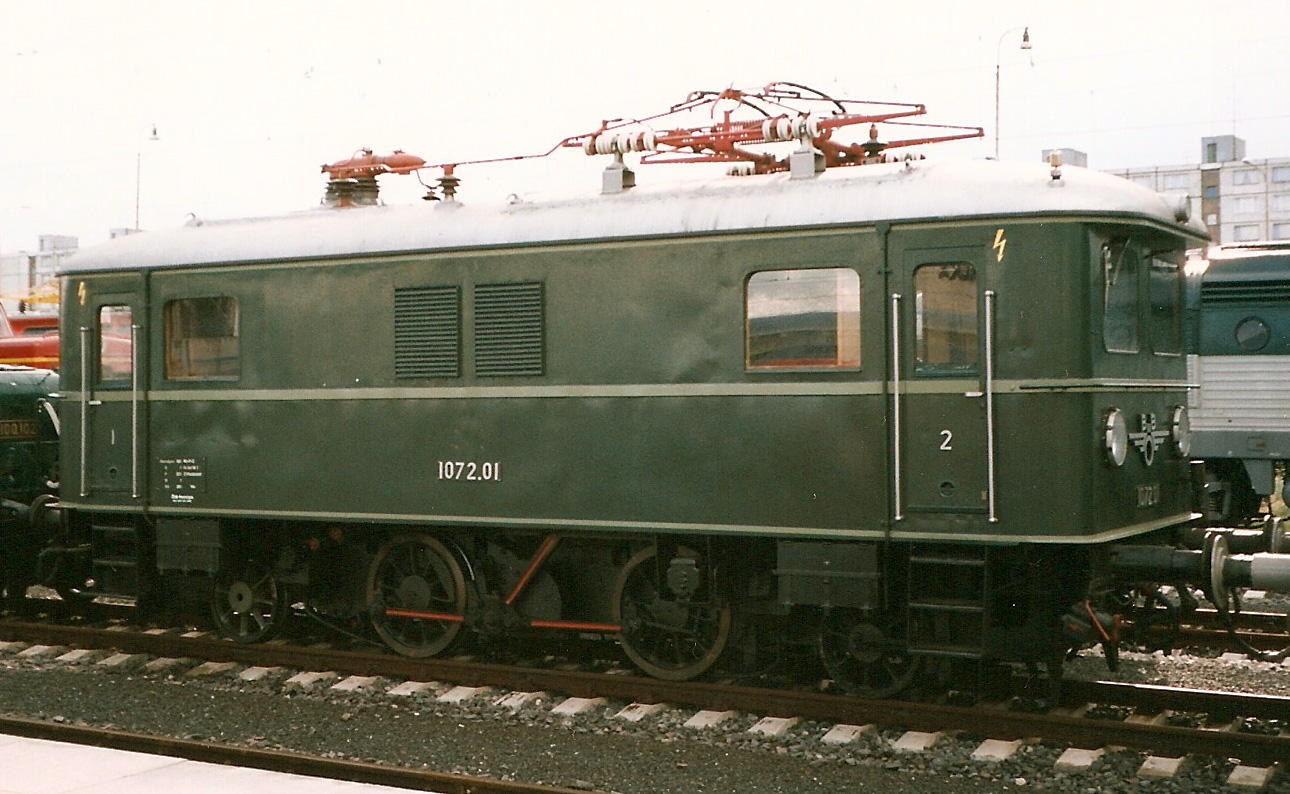
Lokomotiva Ewp s novou skříní, kterou dostala při rekonstrukci v 50. letech na oslavě 150 let železnic v roce 1998 v Petržalce

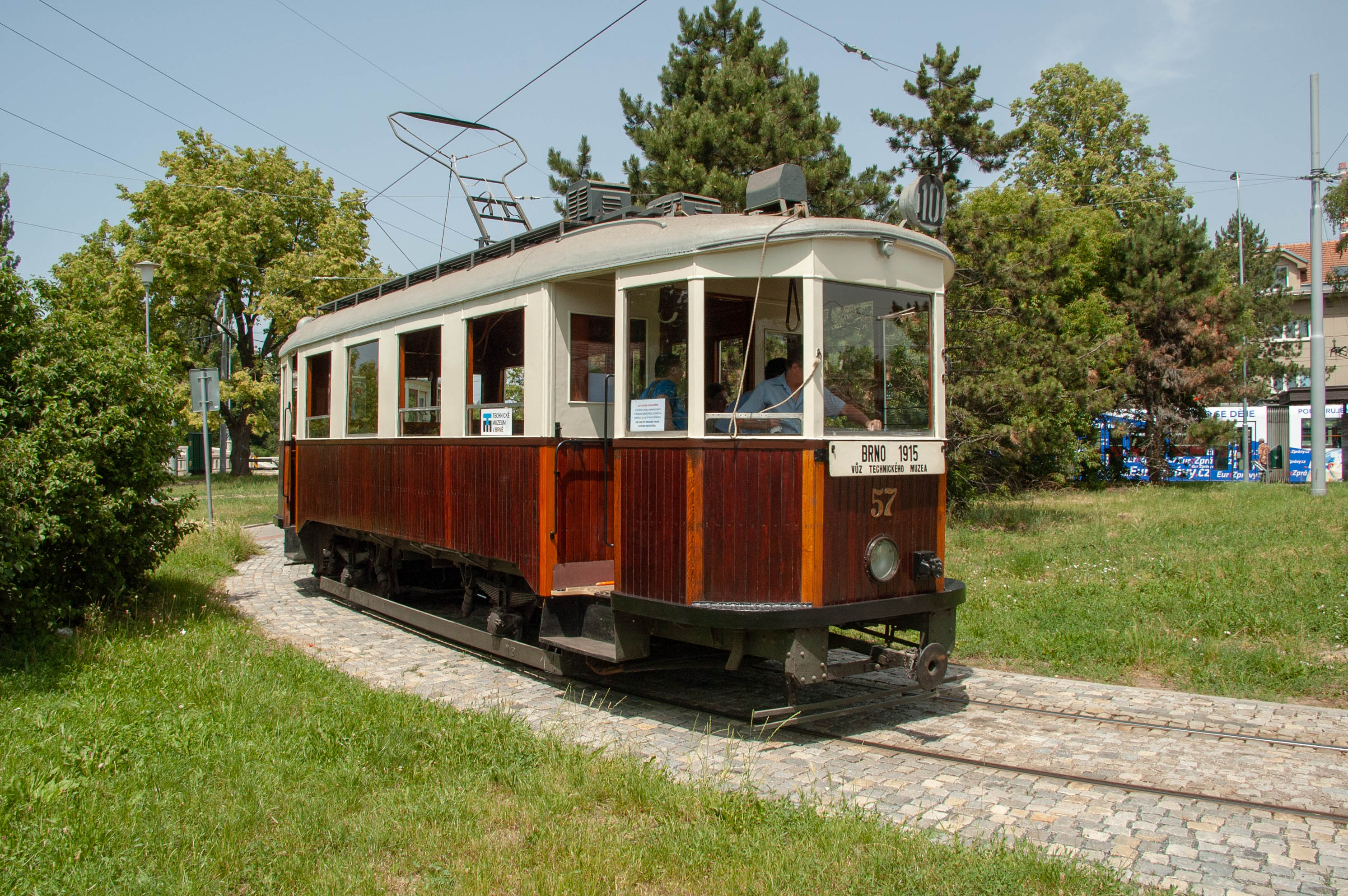
Tramvajový vůz řady CMg série 1600–1609 v Brně

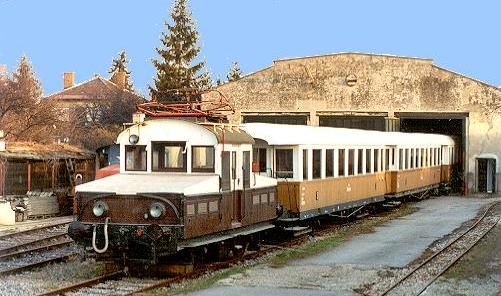
Lokomotiva Eg2 s vozy ve Schwechatu

- Ewp – elektrická lokomotiva pro osobní dopravu, napájení 15 kV 16 2/3 Hz
- Ewl – elektrická lokomotiva pro nákladní dopravu, napájení 15 kV 16 2/3 Hz
- CMg série 1600–1609 a CMg série 1610–1613 – elektrický motorový vůz tramvajového typu určený pro městské úseky ve Vídni a v Bratislavě, napájení stejnosměrným proudem
- Eg – elektrická lokomotiva určená pro městské úseky ve Vídni a v Bratislavě, napájení stejnosměrným proudem
- BBÖ 1479.01 – elektrická lokomotiva určená pro městský úsek ve Vídni, napájení stejnosměrným proudem

Od roku 1945, kdy dopravu převzaly Österreichische Bundesbahnen (ÖBB, česky Rakouské spolkové dráhy), se na trati (po vyřazení dožívajících původních lokomotiv a vozů) používají standardní rakouské elektrické lokomotivy a jednotky.